# Theridion pictum
Theridion pictum (Walckenaer, 1802) è un ragno appartenente alla famiglia Theridiidae.

## Distribuzione
La specie è stata reperita in diverse località della regione olartica.

## Tassonomia
È la specie tipo del genere Theridion Walckenaer, 1805.
Non sono stati esaminati esemplari di questa specie dal 2009.
Attualmente, a dicembre 2013, non sono note sottospecie